# Brevet de technicien supérieur - Mécanique et automatismes industriels
La dernière session du Brevet de technicien supérieur - Mécanique et automatismes industriels s'est déroulée en 2012. Il est remplacé depuis par le Brevet de technicien supérieur - Conception et réalisation de systèmes automatiques (BTS CRSA).

## Débouchés
Le technicien supérieur en Mécanique et Automatismes Industriels (TS MAI) assure, au sein d'une entreprise de production de biens ou de services, tout ou partie des activités de conception et de réalisation d'équipements de production automatisée (ou prototype) ou leur exploitation et optimisation.
- La première fonction du TS MAI : « conception-réalisation-intégration de tout ou partie d'un équipement ou d'une machine de production automatisée » peut être assurée dans une entreprise spécialisée dans l'étude, la fourniture ou la rénovation sur appel d'offres de tels équipements (machines spéciales, lignes ou ateliers automatisés), ou dans un département « automatismes » d'une moyenne ou grande entreprise de production manufacturière ou de process. Son objet peut être, soit la fourniture d'un équipement neuf, soit la rénovation ou l'ajout de nouvelles fonctionnalités à un équipement existant.

- La seconde fonctions du TS MAI : « exploitation et optimisation d'une ligne de production automatisée » peut être assurée dans tout département « production » de toute entreprise dont l'exploitation des moyens de production requiert une optimisation.

## Organisation de la formation
| Horaires                          | 1re année | 2e année |
| --------------------------------- | --------- | -------- |
| Français                          | 3 h       | 3 h      |
| Anglais                           | 2 h       | 2 h      |
| Mathématiques                     | 3 h       | 3 h      |
| Physique appliquée                | 4 h       | 4 h      |
| Conception des parties opératives | 9 h       | 9 h      |
| Conception des parties commandes  | 8 h       | 7 h      |
| Réalisation, tests et intégration | 4 h       | 6 h      |
| Connaissance de l'entreprise      | 1 h       | -        |
| Total                             | 34 h      | 34 h     |

Au cours des deux années d'études à temps plein, l'étudiant est en relation permanente avec le monde du travail notamment au travers :
- de l'exploitation pédagogique de thèmes d'étude issus du secteur industriel,

- de deux périodes de stages en entreprise de, respectivement six et deux semaines minimums. La seconde période étant obligatoirement consacrée à des activités d'exploitation de système industriel en production,

- en deuxième année (1 jour par semaine) en partenariat avec une entreprise : conception - réalisation - test - intégration d'une machine de production.

## Objectifs de la formation
La formation pluridisciplinaire prend appui sur des technologies et des méthodes actuelles telles que :
- Les outils de description fonctionnelle et comportementale des systèmes automatisés (schémas blocs, SADT, GRAFCET, GEMMA…) ;

- Les constituants et composants de guidage, de transmission de mouvement, de transmission de puissance ;

- Les outils de représentation et de simulation du fonctionnement des produits (DAO, modeleurs 3D, logiciels de calculs…)

- Les méthodes d'approche progressive des spécifications et d'analyse structurée (cahier des charges fonctionnels, hiérarchisation des fonctions, analyse descendante…) ;

- La gestion de projet (prise en compte des objectifs économiques, d'échéancier et de performances, organisation et gestion des ressources humaines et matérielles) ;

Plusieurs aptitudes et compétences générales, nécessaires à la future activités du technicien supérieur en entreprise, sont également développées dans le cadre de ce diplôme. Elles concernent les activités :
- d'information (s'informer, classer, organiser, gérer et faire vivre les bases de données ; maintenir une veille technologique) ;

- de communication écrite et orale (écouter son interlocuteur, prendre en compte son point de vue, le questionner ; décrire une situation, rédiger un document de synthèse, diffuser l'information ; exprimer son point de vue, rendre compte d'une décision, argumenter ; transférer son savoir et son savoir-faire, former) ;

- d'organisation et d'assurance de la qualité de ses activités (planifier, suivre gérer les activités au sein d'une équipe, assurer en permanence la qualité de ses interventions, respecter les objectifs, les contraintes, les directives et les délais) ;

- d'animation et d'encadrement de réunion ou de groupe de travail ;

- d'autonomie et de prise de décision au niveau de sa responsabilité dans l'activité.

## Conditions d'admission
Les candidat(e)s titulaires d'un Baccalauréat sciences et technologies industrielles option génie électrotechnique ou génie mécanique, ou d'un Baccalauréat professionnel option électrotechnique ou productique mécanique sont admis(es) après examen du dossier scolaire, en fonction des places disponibles.

## Sources
- Onisep Fiche BTS MAI
- L'étudiant Fiche BTS MAI